# Circuito Turístico do Pico da Bandeira

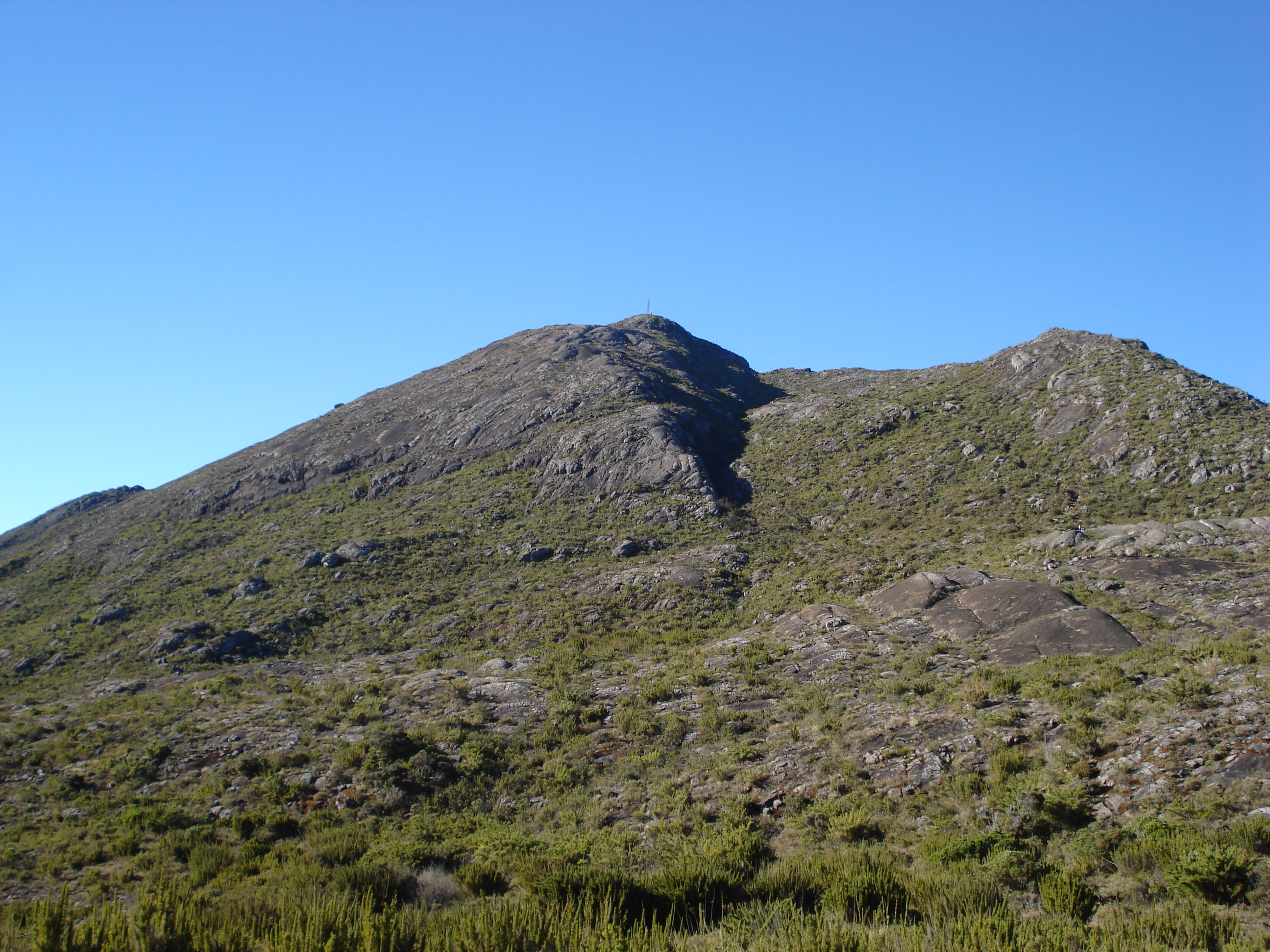
Pico da Bandeira.

Pico da Bandeira é um circuito turístico do estado brasileiro de Minas Gerais.

## Localização

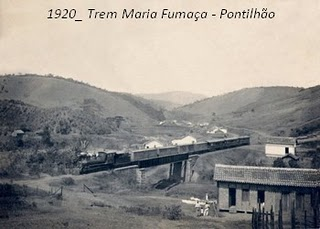
Trem sobre o pontilhão no atual centro de Alto Jequitibá (próximo à "Rua dos Gripp") em 1920.

Localizado na mesorregião da Zona da Mata, o circuito é constituído por vinte municípios: Alto Caparaó, Alto Jequitibá, Caiana, Caparaó, Caputira, Carangola, Durandé, Espera Feliz, Faria Lemos, Lajinha, Luisburgo, Manhuaçu, Manhumirim, Martins Soares, Pedra Dourada, Santana do Manhuaçu, São Francisco do Glória, São José do Mantimento, Simonésia e Tombos.

## Acesso
As principais rodovias que integram os municípios do circuito são as federais BR-116, BR-262 e BR-482 e as estaduais MG-108, MG-111 e MG-265. O circuito é servido pelo Aeroporto Regional da Zona da Mata, o segundo maior do estado.
O transporte ferroviário, por sua vez, chegou à região em 1887 quando a Estrada de Ferro Leopoldina chegou a Carangola. Em 1915 a ferrovia chegou até estação de Manhuaçu, mas foi desativada em 1975.

## Patrimônio natural

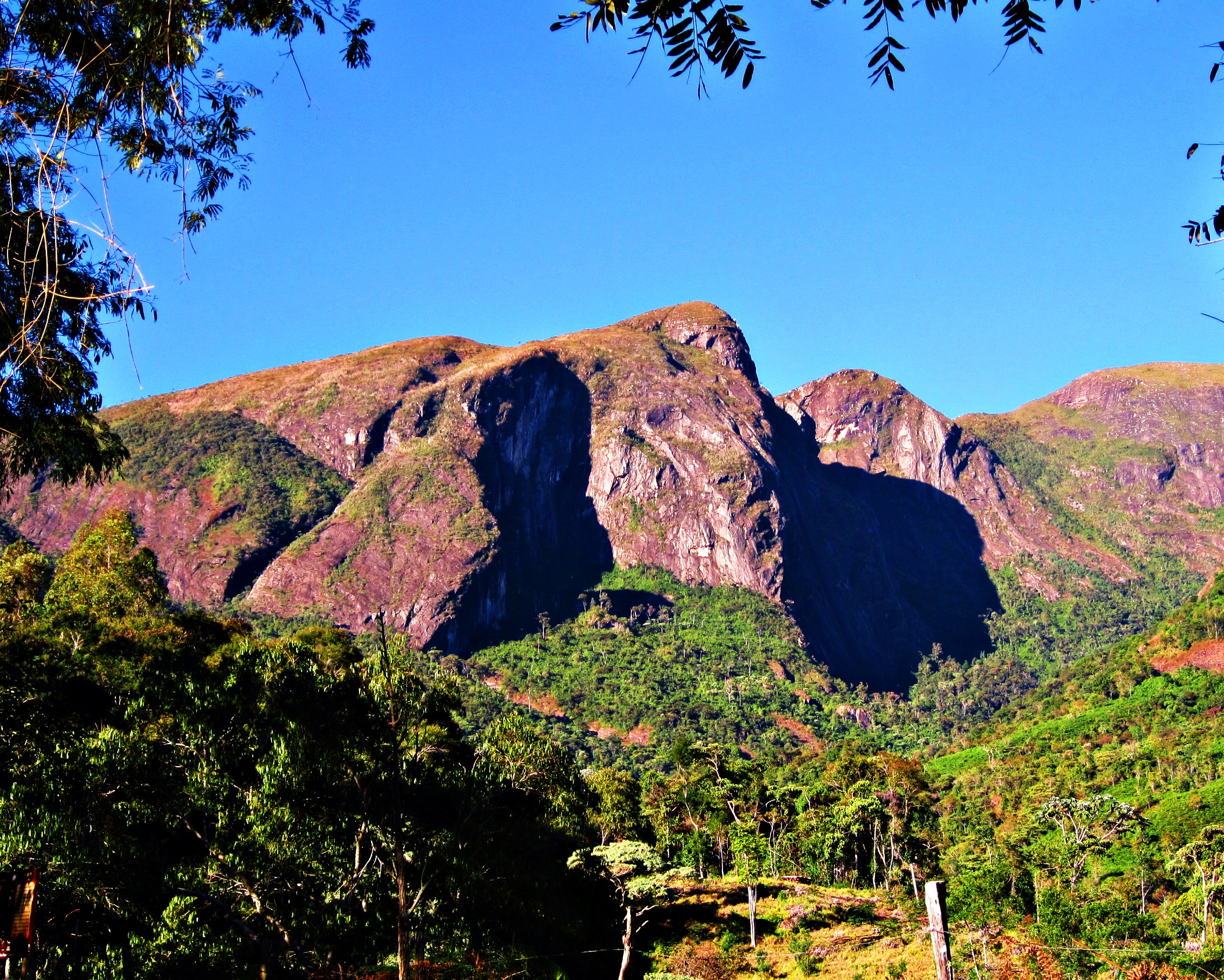
Formação rochosa denominada Face de Cristo, no Parque Nacional do Caparaó.

### Parque Nacional do Caparaó
O circuito se destaca pela presença do Parque Nacional do Caparaó, criado em 1961. Nele está localizado o Pico da Bandeira, que é o terceiro ponto mais alto do Brasil com 2.891,98 metros de altitude.

### Parque Municipal Sagui da Serra
Em Manhumirim localiza-se o Parque Municipal Sagui da Serra, implantado em 1999. O parque é um dos poucos locais onde ainda se pode encontrar o Sagui-da-serra (Callithrix flaviceps) - um primata ameaçado de extinção.